# Логистика союзников в битве за Кокоду

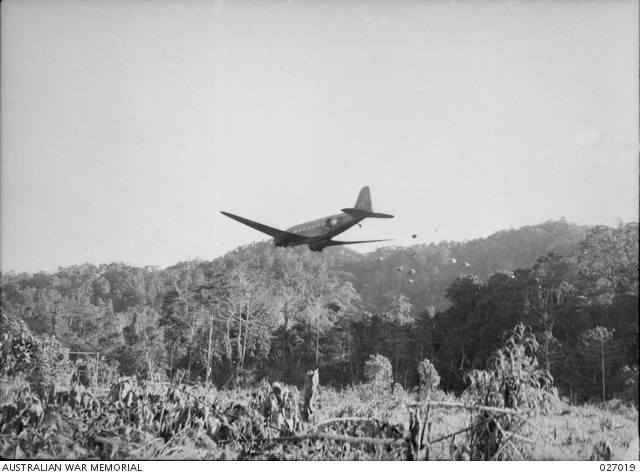
Американский транспортный самолёт C-47 сбрасывает припасы для австралийской 25-й пехотной бригады близ деревни Науру, октябрь 1942 года

Во время Второй мировой войны логистика союзников в Папуа сыграла решающую роль в успешном завершении битвы за Кокоду. «Главная проблема ведения войны на Тихом океане, — заявил генерал Дуглас Макартур, — состоит в том, чтобы вовремя объединить военные силы и обеспечить их поддержку. Победа зависит от решения проблем логистики.»
В начале 1942 года Порт-Морсби, самый крупный папуасский город, считался важным стратегическим форпостом, хотя в нём было всего два аэродрома и основные портовые сооружения. Потребовалось огромное количество работ, чтобы превратить его в Главную базу как для воздушных, так и для наземных операций против японцев. Цель была достигнута в условиях частых налётов японской авиации. В ходе кампании по прокладке трассы до Кокоды были усовершенствованы два старых и сооружены пять новых аэродромов. Для обеспечения их работоспособности, инженерам пришлось построить не только взлётно-посадочные полосы, в том числе рулёжные дорожки, стоянки, сооружения и подъездные пути. Работа базы зависела от судоходства, но возможности порта были ограничены. Для увеличения пропускной способности порта, была построена дамба на острове Татана, где были установлены понтонные доки. Инженеры так же построили дороги, склады и водоочистную станцию. Также они добывали камень для дорог и взлётно-посадочных полос и обеспечили город электричеством и водой.
Союзники столкнулись с труднопроходимыми местными районами, покрытыми тропическими лесами и высокими горами, где традиционный колёсный транспорт не мог обеспечить требуемое снабжение. Австралийская армия была вынуждена полагаться на воздушный транспорт и местные авианосцы, виды транспорта, которые раньше не использовались. Техника и технологии доставки грузов по воздуху находились в зачаточном состоянии. В наличии имелось очень мало самолётов, и они были самых разных типов, что усложняло их техническое обслуживание. Воздушные операции в Новой Гвинее были ограничены погодой. Транспортные самолёты были уязвимы в воздухе и требовали сопровождения истребителями. А находясь на земле они подвергались японским воздушным налётам. Потеря взлётно-посадочной полосы в Кокоде привела к применению воздушного десантирования. Из-за нехватки парашютов часто приходилось сбрасывать припасы без них, а потери из-за поломок и невосполнимых грузов были велики.
Тысячи папуасов были призваны на военную службу, чтобы помочь военным силам. Грузовики и джипы осуществляли доставку припасов, боеприпасов и пайков лишь на часть расстояния, вьючные животные и зиплайны доставляли их дальше. Оставшуюся часть пути грузы переносились на спинах папуасских носильщиков, которые с трудом перебирались через горы, таская тяжёлые ноши. Окружающая среда создавала опасность возникновения эндемических тропических заболеваний, в частности дизентерии, лихорадки и малярии. Медицинские подразделения были призваны бороться с ними, ухаживая за больными и ранеными, многие из которых должны были вернуться назад в район базы. Часто папуасским носильщикам приходилось везти раненых на обратном пути, за что они получили прозвище «Туманные Ангелы».

## Обстоятельства

### География

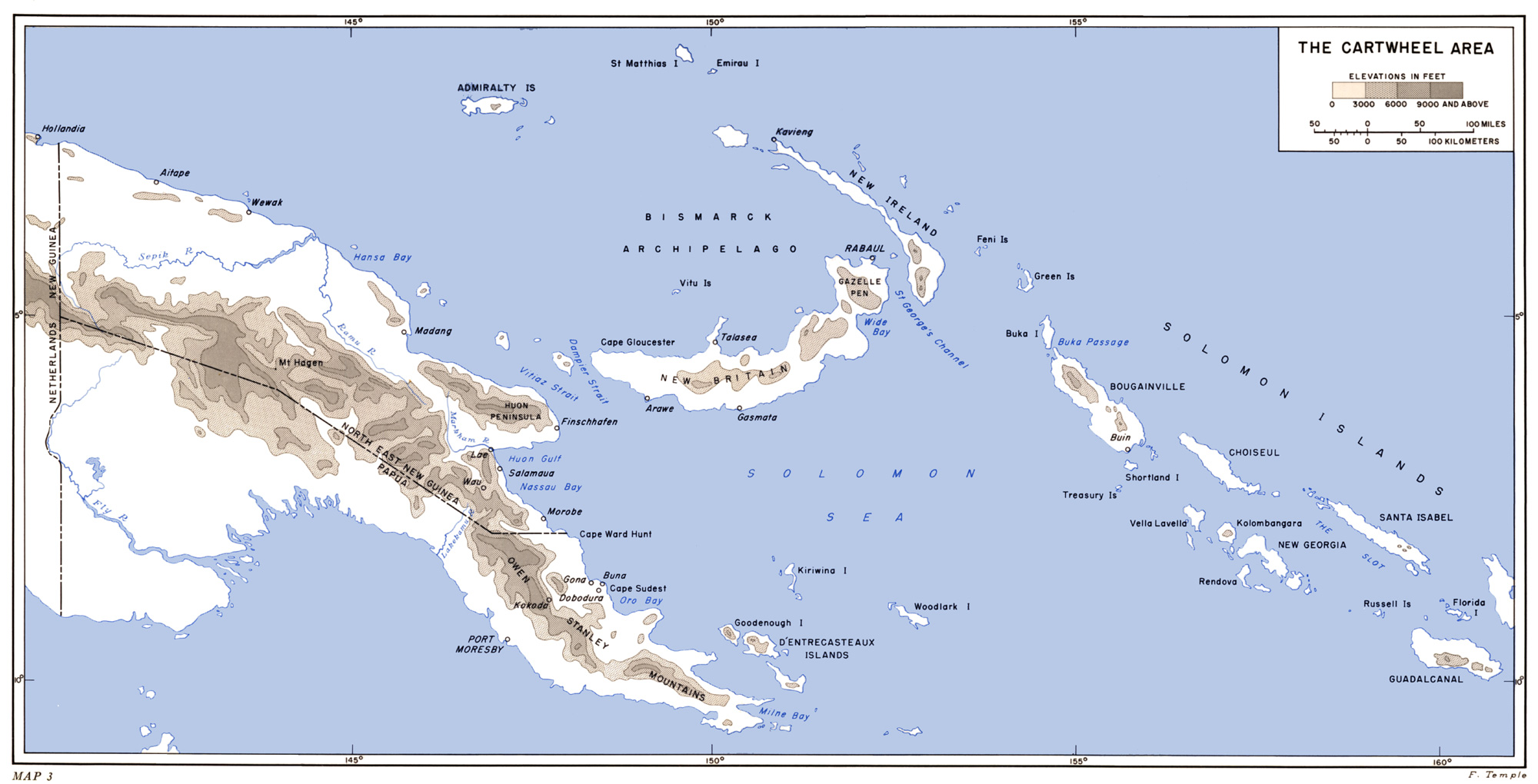
Папуа-Новая Гвинея и Соломоновы острова

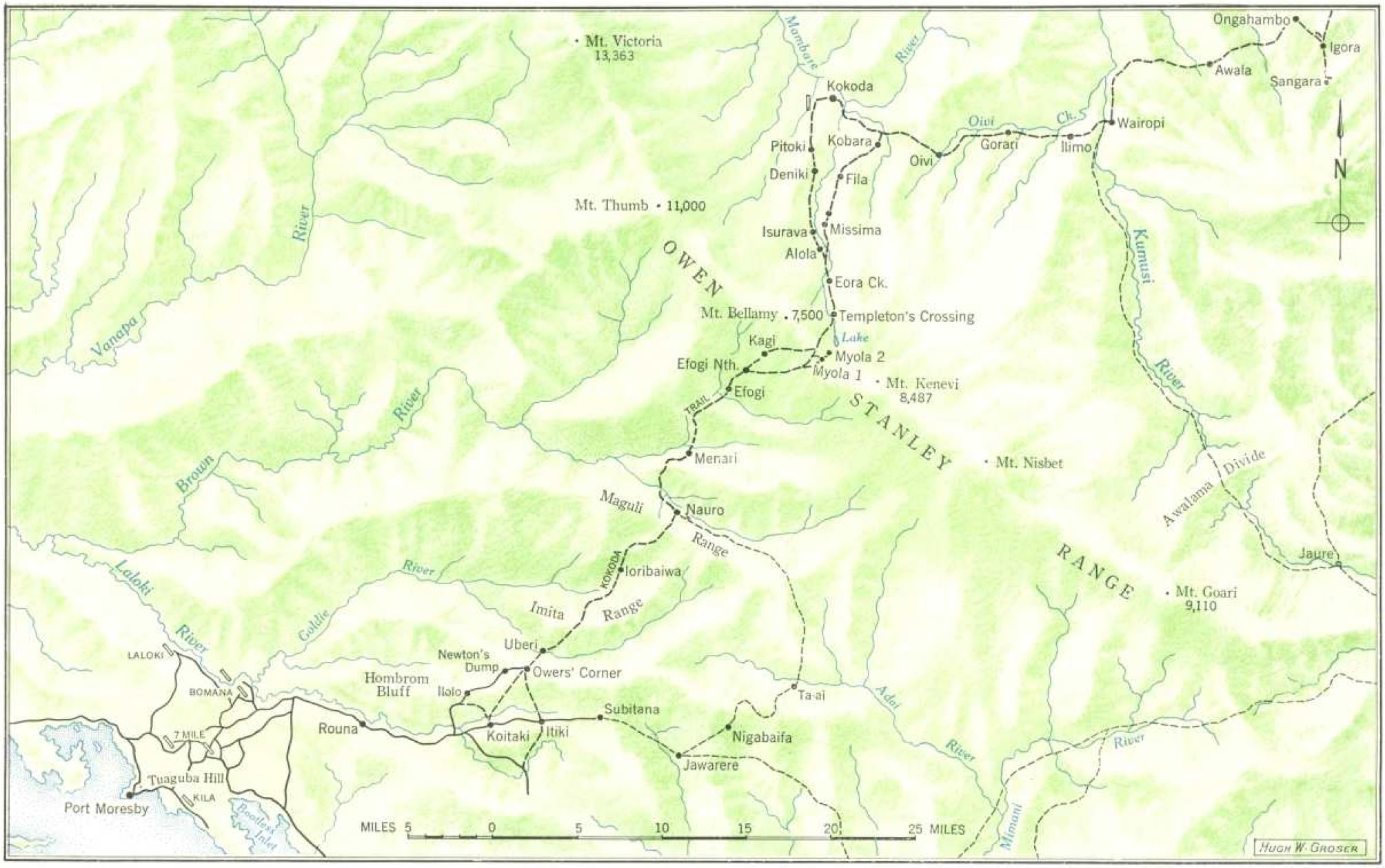
Трасса на Кокоду

В 1942 году Папуа была территорией Австралии. Её площадь составляла около 240 000 квадратных километров (91 000 квадратных миль), и занимала юго-восточную часть острова Новая Гвинея. Растительность в основном тропическая, возвышенности покрыты мхом. Климат в основном жаркий и влажный с большим количеством осадков, хотя в горных районах холодно, особенно ночью. Тропические болезни, включая малярию, лихорадку, анкилостомы и дизентерию, были эндемичными. Местное население так же страдало от тропических язв, фрамбезии и дефицита витаминов, главным образом бери-бери.
Население страны составляло около 300 000 человек, из которых 1800 были европейцами, из-за иммиграционной политики Австралии азиатов было очень мало. Основными экспортными товарами были копра и натуральный каучук, на долю которых приходилось около одной восьмой австралийских поставок. Застройка была немногочисленной, и к тому же в значительной степени лишённой инфраструктуры, за исключением административного центра Порт-Морсби на южном побережье, где располагалось два аэродрома и основные портовые сооружения. Климат в Порт-Морсби был относительно сухим, с осадками менее 1000 миллиметров (40 дюймов) в год, в основном из-за северо-восточного муссона в период с декабря по апрель. Кратчайшее расстояние до авиабазы союзников в Таунсвилле составляло 1150 километров, хотя на острове Хорн в Торресовом проливе был небольшой аэродром, в то время как японские аэродромы в Лаэ и Саламауа были менее чем в 370 километрах от него. Трасса до Кокоды — это пешеходный маршрут, который проходит юго-западнее от Кокоды и составляет примерно 96 километров (60 миль) по суше через хребет Оуэн-Стэнли в направлении Порт-Морсби. Он использовался до войны в качестве почтового маршрута. Помимо существования основной трассы, непосредственно связанной с боевыми действиями во время кампании, было и много параллельных, взаимосвязанных дорог, следующих по общему курсу. Рельеф местности состоит из возвышенностей и низменностей, следующих друг за другом, достигая максимальной высоты в 4694 метров (15 400 футов). Это заметно увеличивает расстояние, которое нужно преодолеть, несмотря на наличие плоских участков, особенно вокруг Миолы. Наиболее возвышенные места часто находятся выше уровня облаков, и там часто наблюдаются туманы.

### Стратегия
В первые шесть месяцев войны на Тихом океане японские войска захватили Голландскую Ост-Индию. Рабаул был захвачен 23 января 1942 года, Сингапур пал 15 февраля, Лае и Саламауа были оккупированы 8 марта, а Ява сдалась 9 марта. Генерал-лейтенант Джордж Бретт, американский командующий в Австралии, опасался, что японцы вторгнутся в Северо-Западную Австралию. Австралийские начальники штабов с этим не согласились. В письме с докладом обстановки, составленном австралийским генерал-майором Сиднеем Роуэллом, заместителем начальника Генерального штаба Австралии в то время, от 5 марта, они утверждали, что японцы попытаются прервать связь Австралии с Соединёнными Штатами, выдвинувшись на Порт-Морсби, Новую Каледонию и Фиджи. К середине апреля разведка союзников предупредила о неминуемой японской морской атаке на Порт-Морсби, которая была отбита в сражении в Коралловом море 5-8 мая. Генерал Дуглас Макартур прибыл в Австралию 17 марта и 18 апреля был назначен Верховным Главнокомандующим вновь созданным Юго-Западным Тихоокеанским районом (СВПА). 19 мая разведка получила информацию о планах японского сухопутного наступления, а 9 июня командующему сухопутными войсками союзников генералу сэру Томасу Блэми сообщили о росте свидетельств того, что японцы могут попытаться атаковать Порт-Морсби по суше из Буны через Кокоду. 20 июня Блейми приказал бригадиру Бэзилу Моррису, командующему 8-м военным округом, командующему всеми войсками в Папуа и Новой Гвинее, предотвратить попытку атаки. После битвы за Мидуэй 4-7 июня Макартур начал планировать захват Рабаула. 15 июля Объединённый комитет начальников штабов отдал приказ о первой фазе наступления — взятии Гуадалканала, несмотря на предупреждение Макартура о том, что недостаточное количество самолётов, авиабаз и средств доставки подвергают операцию крайнему риску. Первым шагом стало обеспечение безопасности в районе Буны, где можно было бы создать аэродромы, откуда могли быть атакованы японские базы без необходимости пролёта самолётов над хребтом Оуэн-Стэнли.

## Организация
Австралийские начальники штабов определили Порт-Морсби как важный аванпост в начале войны. В июле 1940 года в Порт-Морсби была направлена рота 15-го пехотного батальона, а в октябре её перевели в 49-й пехотный батальон. В феврале 1941 года начальники штабов решили усилить гарнизон, направив туда остальную часть 49-го пехотного батальона, резервные подразделения, специально завербованные для службы в тропиках.

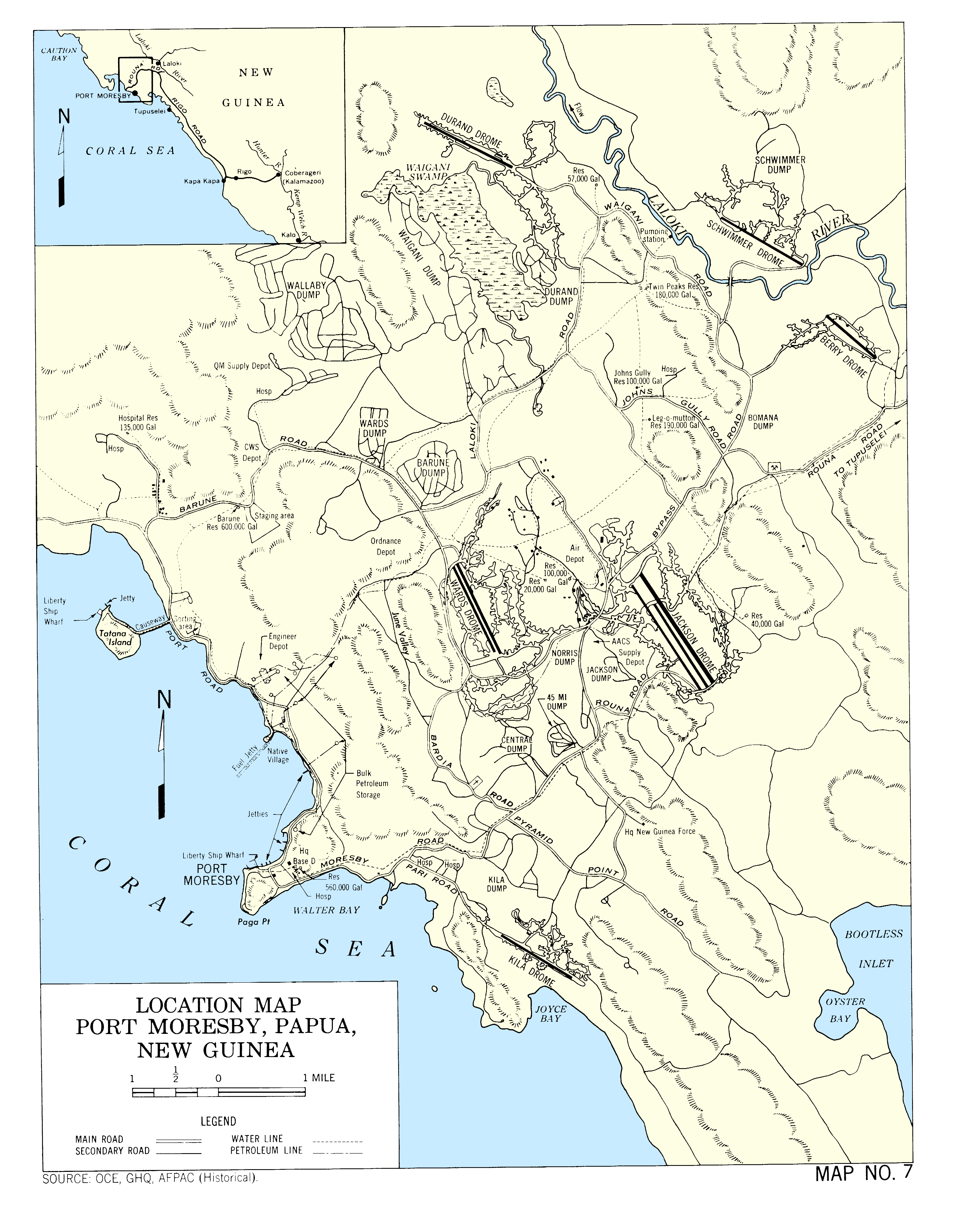
Порт-Морсби и базовые установки

8 декабря, предупреждённый о возможном наступлении японцев на Рабаул и Порт-Морсби, начальник Генерального штаба генерал-лейтенант Вернон Стэрди принял решение усилить гарнизон, направив туда 39-й и 53-й пехотные батальоны и другие подразделения 30-й пехотной бригады, а также орудия 13-го Полевого полка и 23-й тяжёлой зенитной батареи. В январе 1942 года Королевские ВВС Австралии (RAAF) в Порт-Морсби состояли из шести лёгких бомбардировщиков Hudson, четырёх самолётов общего назначения Wirraway и двух гидросамолётов Catalina. Истребителей там не было.
Первый японский воздушный налёт на Порт-Морсби состоялся 3 февраля 1942 года, но сбить первый японский самолёт зенитчикам удалось только 28 февраля, во время налёта, в ходе которого были уничтожены два гидросамолёта RAAF Catalina. Февральские рейды 1942 года вызвали панику, беспорядки и грабежи, а ресурсов для контроля ситуации у Морриса не было. Первый истребитель, Томагавк из 75-й эскадрильи RAAF под командованием командира  Джона Фрэнсиса Джексона достиг Порт-Морсби 21 марта, пролетев через остров Хорн, поскольку дальности полёта не хватало для вылета прямо из Таунсвилла. Вскоре они вступили в бой за Порт-Морсби, где понесли тяжёлые потери, и были заменены  «Аэрокобрами» из 35-й и 36-й эскадрилий США 30 апреля. 23 января 1943 года Порт-Морсби пережил свой сотый воздушный налёт.
Первое подразделение второй австралийской имперской армии (AIF) — 2/3-я лёгкая зенитная  батарея — высадилась 11 апреля 1942 года, вернувшись в Австралию с Ближнего Востока всего за четыре недели до этого. 5 мая за ними последовал 101-й батальон береговой артиллерии США (ПВО), под командованием подполковника Джозефа Бакона Фрейзера, который взял на себя ответственность за противовоздушную оборону Порт-Морсби. Моррис взял командование над созданными войсками Новой Гвинеи 15 апреля. К концу июня сухопутные войска в Новой Гвинее состояли из 1098 солдат AIF, 12 273 гвинейцев и 2208 американских военнослужащих.
24 июня Моррис приказал 39-му пехотному батальону (за вычетом одной роты) и Папуасскому пехотному батальону, названным отрядом Марубра, защищать Кокоду. Японцы высадились в районе Буны 21 июля. В этот момент рота «Б» 39-го пехотного батальона находилась в Кокоде, а рота «С» продвигалась вдоль дороги, отходя от Илоло 23 июля. Остальная часть батальона была готова к передислокации, и большая её часть прибыла в Деники к 4 августа. Силы Марубы были выведены из Кокоды 29 июля. Макартур был настроен оптимистично, полагая, что высадка на Гуадалканале 8 августа заставит японцев отступить в Буну. Блейми не был в этом уверен и приказал 7-й дивизии AIF под командованием генерал-майора Артура Аллена прибыть в Порт-Морсби для усиления сил Марубры.
12 августа 1942 года Роуэлл принял командование войсками Новой Гвинеи. Моррис оставался командующим силами АНГАУ, сформированными из рекрутов территорий Папуа и Новой Гвинеи. Подразделения службы снабжения армии Соединённых Штатов (USASOS) в Папуа изначально были частью базовой секции в Северном Квинсленде, но 20 августа 1942 года была создана передовая база США в Новой Гвинее под командованием полковника А. Дж.Мэтьюза. Таким образом, австралийского аналога этого подразделения не существовало. Блейми предполагал, что это было необходимо. Роуэлл возражал, но согласился с условием создания небольшого штата в районе базы в Порт-Морсби с подходящим командиром. Он подчеркнул, что ему нужен «практичный человек со здравым смыслом», а не какой-нибудь «типичный офицер-хозяйственник». Поэтому Блэйми пригласил майора Чарльза Мозеса, который обладал требуемыми качествами, будучи бывшим офицером 8-й дивизии, бежавшим из Сингапура.
23 сентября Блэйми сменил Роуэлла на посту командующего силами Новой Гвинеи. Макартур посетил Блэйми в Порт-Морсби 4 октября 1942 года, и они договорились создать объединение оперативной службы (COSC) для координации материально-технической деятельности. На должность командира нового подразделения Макартур назначил бригадного генерала Дуайта Джонса, заместителя командующего USASOS в Северо-Западном Тихоокеанском регионе, эксперта по строительству авиабаз. Его заместителем стал бригадный генерал Виктор Секомба, руководивший восстановлением порта Тобрук в 1941 году. Все австралийские и американские тыловые подразделения были подчинены COSC, которое также контролировало флот малых судов и люггеров.

## Грузоперевозки

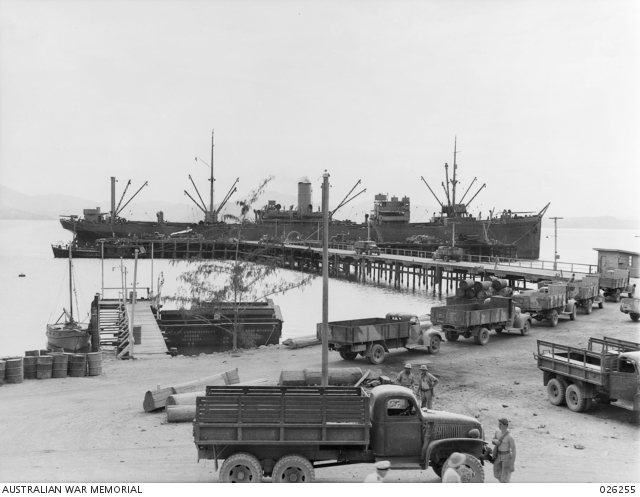
Грузовой корабль осуществляет разгрузку на пристани в Порт-Морсби в августе 1942 года

Поскольку Новая Гвинея является островом, материально-техническое обеспечение защитников сильно зависело от судоходства. Австралия начала войну в невыгодном положении, потому что правительство Брюса-Пейджа продало государственную компанию «Government Line» в 1928 году, оставив страну без судоходства под национальным контролем. Австралийские суда были реквизированы управлением судоходства, и к концу 1942 года почти все австралийские прибрежные суда были захвачены управлением, вооружёнными силами или американцами. Комиссия прибегла к тайм-чартеру судов, но лишь немногие из них были доступны, поскольку британское Министерство военного транспорта и американская администрация военного судоходства контролировали почти все морские перевозки в мире. На 1 января 1942 года было зафрахтовано 24 судна, на 1 января 1943 года — 22. Некоторые  суда-«беженцы» оккупированных стран достигли австралийских портов в 1942 году, многие из них уже были зафрахтованы.
Важную роль в предстоящей кампании сыграли 21 корабль голландской судоходной компании «Koninklijke Paketvaart-Maatschappij» (KPM) объёмом от 1400 до 17 000 кубометров (от 500 до 6000 тонн). Они, наряду с двумя другими судами-«беженцами» и шестью судами, первоначально предназначавшимися Управлению судоходством, были переданы под американский контроль. В течение 1942 г. доля грузоперевозок, осуществляемых чартерными судами составила 11,000,000 кубических метров (3,800,000 тонн), из которых 5,700,000 куб. м (2,000,000 тонн) оставляли каботажные грузы. В период с апреля по ноябрь 1942 года этот показатель составлял в среднем 530 000 кубометров (188 000 тонн) в месяц. Кроме того, австралийская армия управляла пятью десантными кораблями: «Катумба» и «Дантрун», каждый из которых мог перевозить 1500 солдат, а также суда поменьше - «Горгона», «Таруна» и «Ормистон», - которые перевозили от 590 до 650 солдат каждый. Наличие отдельных американских и австралийских судоходных организаций избавило обе армии от необходимости изучать взаимные методы управления, сосредоточившись на своих, но в то же время это создавало определённые проблемы в сфере общей координации действий.
В 1942 году в австралийских водах в результате действий Военно-морских сил стран оси, потерпели крушение двадцать торговых судов. Во время воздушного налёта на Порт-Морсби 17 июня 1942 года было подбито и подожжено 12 920 кубометровое (4561-тонное) судно «MV Macdhui», погибли три члена экипажа и один член армейской рабочей группы. Во время второго воздушного налёта, на следующий день корабль получил ещё больше прямых попаданий, в результате чего он был полностью потерян. В результате налёта  пять членов экипажа были убиты и один смертельно ранен, ещё 63 человека были ранены, включая капитана Джеймса Кэмпбелла. Два корабля были атакованы японскими подводными лодками в заливе Папуа. Японская подводная лодка «RO-33» потопила 850-кубометровый (300 регистровых тонн) «MV Mamutu» артиллерийским огнём 6 августа 1942 года и расстреляла выживших в воде из пулемётов. Из 142 пассажиров и членов экипажа «MV Mamutu» 114 погибли. 29 августа «РО-33» снова нанесла удар, торпедировав 9400 кубометровый (3310 регистровых тонн) «MV Malaita», который возвращался в Кэрнс после доставки войск и припасов в Порт-Морсби. Хотя «MV Malaita» накренилась на десять градусов вправо, она осталась на плаву и была взята на буксир «MV Matafele» и «HMAS Potrero». Их эскорт, эсминец «ХМАС арунта», перехватил с помощью гидролокатора контакт «РО-33», и нанёс по ней серию ударов глубинными бомбами, что привело к её затоплению.

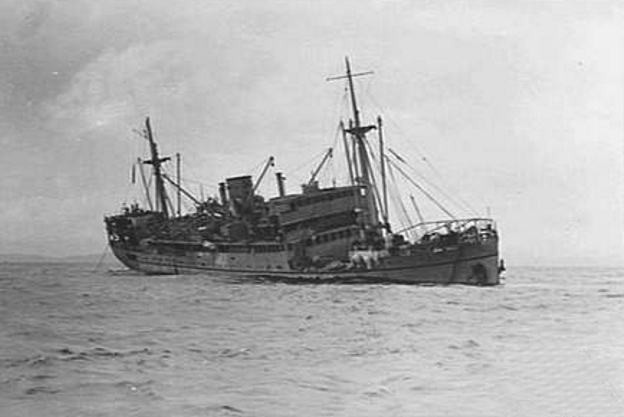
«MV Malaita» после торпедной атаки японской подводной лодкой РО-33, покинувшей Порт-Морсби, 29 августа 1942 г.

Порт-Морсби был переполнен в сентябре 1942 года. Это представляло собой опасную ситуацию, поскольку корабли там подвергались японским воздушным атакам, поэтому были введены процедуры, согласно которым корабли должны были ждать в Таунсвилле, пока им не поступит приказ приближаться. Из-за нехватки мощностей в Порт-Морсби судам не было смысла путешествовать в составе конвоя, поэтому они плыли в Порт-Морсби и обратно поодиночке или небольшими группами. Конвои в Новую Гвинею начались только в декабре 1942 года. Время прибытия судов из Таунсвилла в Порт-Морсби составляло 11-13 дней, из которых пять-семь были потрачены на ожидание разгрузки в Порт-Морсби. В период с мая по ноябрь 1942 года в Порт-Морсби было совершено около 125 морских рейсов. В течение 1942 года в Новую Гвинею было отправлено 3033 автомобиля, 199 орудий и 210 440 тонн (207 116 длинномерных тонн) припасов.
Стандартным океанским грузовым судном являлось «Либерти». Для выполнения логистических целей они были малоэффективны. Их максимальная скорость составляла всего 20 километров в час, они были медленными, зато более важным считалась дешевизна их производства и выпуск в большом количестве. Намеренно они проектировались как небольшие суда, что уменьшало потери при потоплении, но ограничило грузоподъёмность до 7291 тонны. Критически важно, что их осадка при полной загрузке составляла 8,41 метра (27 футов 7 дюймов). Они имели пять маленьких трюмов, каждый со своим люком. Изогнутые бока делали низ судов шире верха и среднюю часть шире, чем корму и нос корабля. Контейнеризация судоходства началась только через десять лет после войны, поэтому большинство военных грузов того времени представляли собой навалочные грузы в мешках, ящиках и бочках. Это было очень эффективно с точки зрения пространства для транспортировки, но погрузка и разгрузка осуществлялась медленно и трудоёмко. Это также означало, что корабли могли разгружаться своими собственными силами, без специальных портовых сооружений. Погрузка корабля была чем-то вроде искусства. Идеал состоял в том, чтобы наилучшим образом использовать имеющиеся в распоряжении пространства. Товары должны были быть уложены так, чтобы плотно склеить всё вместе, так как предметы, которые перемещаются во время плавания, могут деформироваться и нанести ущерб их содержимому и другим предметам. Смещение груза также могло привести к опрокидыванию корабля.
Погрузка в австралийских портах часто была неорганизованной и неаккуратной. Документы не подавались заранее, поэтому погрузчики в Новой Гвинее не знали заранее о содержимом груза. Некоторые корабли прибывали вовсе без документов. Маркировка содержимого также была ужасной, и коробки часто приходилось разбирать, чтобы определить их содержимое. Но даже тогда не всегда было ясно, кто именно является предполагаемым получателем. Основная проблема заключалась в плохой работе персонала неопытного штаба управления движением в передовом штабе Сухопутных войск союзников (LHQ) в Брисбене. Австралийской армии никогда раньше не приходилось заниматься такой работой. Люди, имеющие опыт работы в судоходной отрасли, назначались офицерами Управления перевозками, но им требовалось время, чтобы изучить военные грузы и процедуры их транспортировки.

## Развитие базы

### Порт

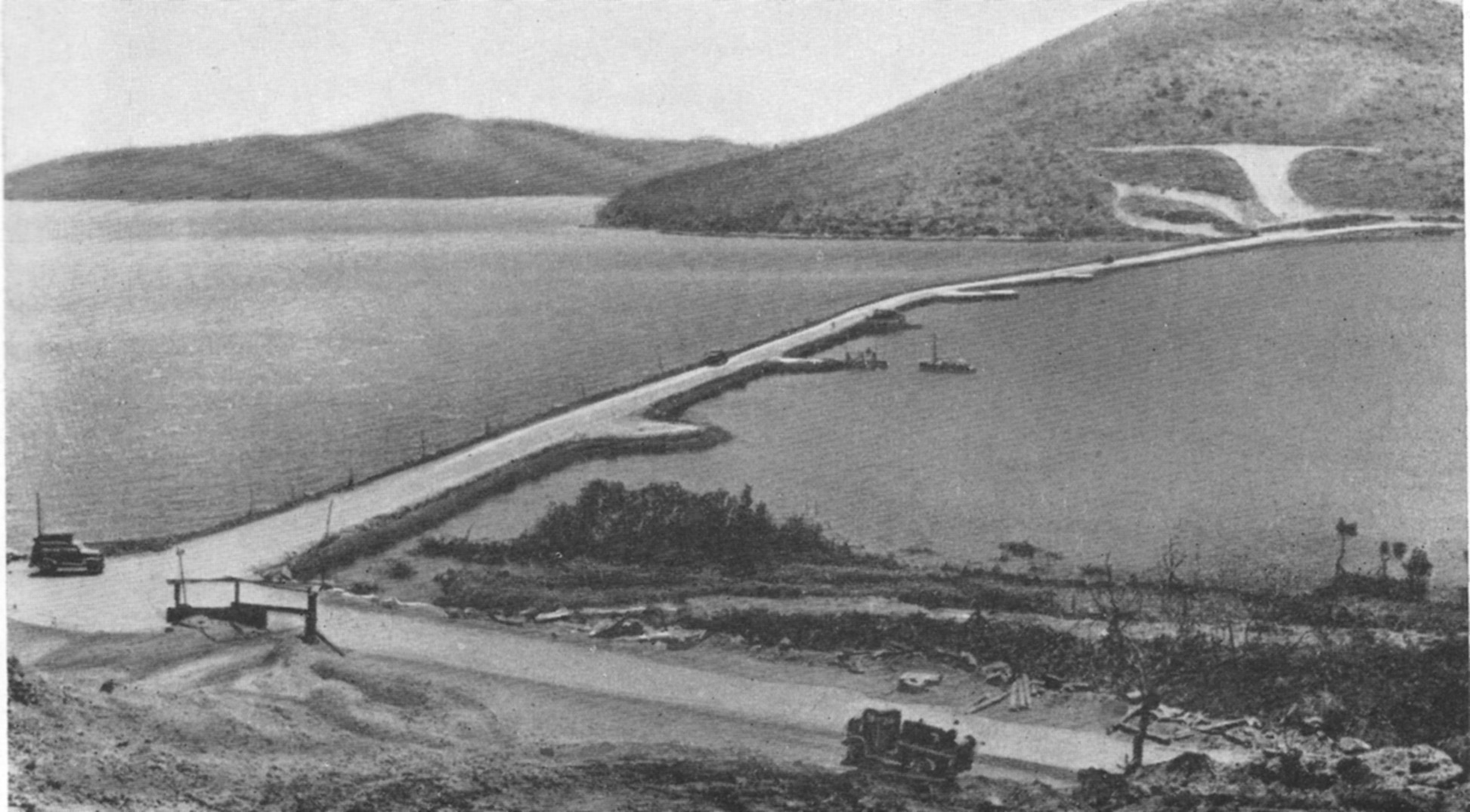
Дамба на острове Татана

В начале 1942 года Порт-Морсби имел только один глубоководный причал и две небольшие пристани. Ещё одна довоенная пристань находилась в бухте Бутлесс, но  была разрушена и заминирована, а записи местоположения мин не сохранились. Пристань в лесистой местности имела подход длиной 150 метров (500 футов) и шириной 7,3 метра (24 фута), а также Т-образную секцию длиной 98 метров (320 футов) и шириной 15 метров (50 футов). Таким образом, она могла вместить только один корабль «Либерти». Каменный и деревянный причалы были длиной всего 30 метров (100 футов) и могли использоваться только лихтерами и судами с малой осадкой.
Для увеличения скорости разгрузки, в Порт-Морсби была послана буксирно-лихтерная рота — подразделение, участвовавшее в осаде Тобрука. По прибытии 23 августа, оказалось, что на месте присутствуют только два лихтера и ни одного буксира. Пришлось импровизировать, ремонтируя кран на пристани и спасая снасти с обломков «Макдуэя». В бухту прибывали суда «Либерти» в течение следующих двух месяцев, но в течение всего 1942 года так и не были получены необходимые десять лихтеров и хотя бы один буксир. Африкано-американская 611-я портовая кампания прибыла в июне, а австралийская 2/1-я Портовая оперативная кампания в середине сентября. Майор Р. К. Баллантайн, который отвечал за работу причалов в Тобруке, был назначен начальником дока. Разгрузка всё ещё замедлялась из-за нехватки складских помещений в районе причала. Насыпи были разбросаны по холмам на расстоянии  40 километров (25 миль) от Порт-Морсби, дороги были плохими, и существовала серьёзная нехватка грузовиков для перемещения боеприпасов с пристани к насыпям.

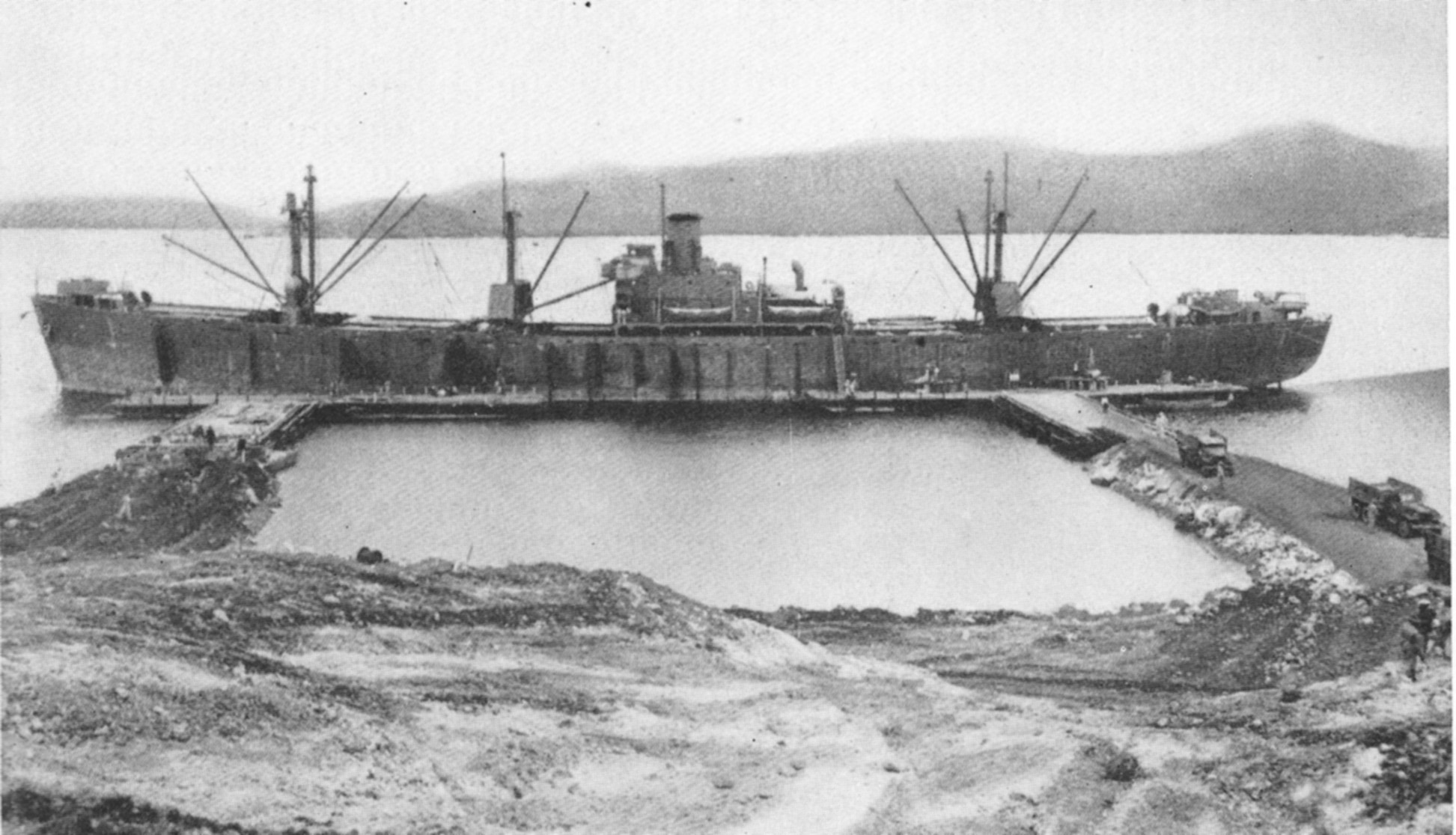
Корабельные причалы на острове Татана. Изначально представлявшие собой земляные дамбы, ведущие к понтонным докам, которые позже были заменены свайными сооружениями

Восемь судов, направлявшихся в Порт-Морсби, 12 октября простаивали у Таунсвилла или Кэрнса, ожидая, когда их вызовут. По оценкам генерального штаба (ГХК) СВПА, при существовавших темпах разгрузки потребуется ещё две недели, прежде чем им дадут команду приближаться. По иронии судьбы, пять из них везли оборудование и материалы, необходимые для модернизации портовых сооружений. Расширение причала требовало свай и тяжёлых брёвен, которые временно были недоступны. Мэтьюз решился на смелый план. Остров Татана, расположенный примерно в 5 километрах к западу от Порт-Морсби, имел достаточную глубину погружения с северо-западной стороны. Он был отделён от материка мелководьем с коралловым рифовым дном расстоянием около 0,8 км. Он предложил снять 2-й батальон 96-го полка общего обеспечения с работ по обслуживанию аэродромов, заправке и перевооружению самолётов, чтобы использовать их для строительства дамбы с материка на остров Татана, где можно было бы построить понтонные доки. Необходимые материалы были немедленно предоставлены, но были высказаны сомнения относительно того, сможет ли дамба выдержать силу штормов и приливов. Судов для проведения гидрографической съёмки тоже не было, пришлось приспособить одну лодку для исследования брода во время самого низкого прилива в конце сентября.
Работы начались 5 октября. Оборудование и персонал были переправлены на остров Татана, для продвижения с обоих концов. Примерно 1,8-3,7 метра (6-12 футов) заливки общим объёмом 38 000 кубических метров (50 000 кубических ярдов) потребовалось для создания причала длиной 690 метров (2250 футов) и шириной 7,3 метра (24 фута) на 0,6 метра (2 фута) выше отметки  прилива. Работы были завершены 30 октября, и первый корабль пришвартовался 3 ноября. Пропускная способность порта была увеличена с 1400 до 4100 тонн (с 1400 до 4000 длинномерных тонн) в сутки. Однако проект не обошёлся без споров. Сильный ливень 21 октября подтвердил худшие опасения лётчиков, и генерал-лейтенант Джордж Ч. Кенни, командующий Военно-воздушными силами союзников (ВВС), 26 октября направил письмо Макартуру, сообщив ему, что, хотя работы по модернизации взлётно-посадочных полос аэродрома до начала сезона дождей почти завершены, самолёты не могут работать без рулёжных дорожек, стоянок, сооружений и подъездных путей, которые всё ещё далеки от готовности. Он предупредил, что ему, возможно, придётся отозвать по меньшей мере две эскадрильи обратно в Австралию. Генерал-майор Ричард Сазерленд, начальник штаба Макартура в Генштабе, и бригадный генерал Хью Джей Кейси, его главный инженер, заверили Кенни, что будет сделано всё возможное для сохранения аэродромов в рабочем состоянии в сезон дождей. Дополнительные инженерные подразделения были направлены в Порт-Морсби, а работы в порту и на Девятимильном карьере были переданы австралийцам.

### Аэродромы

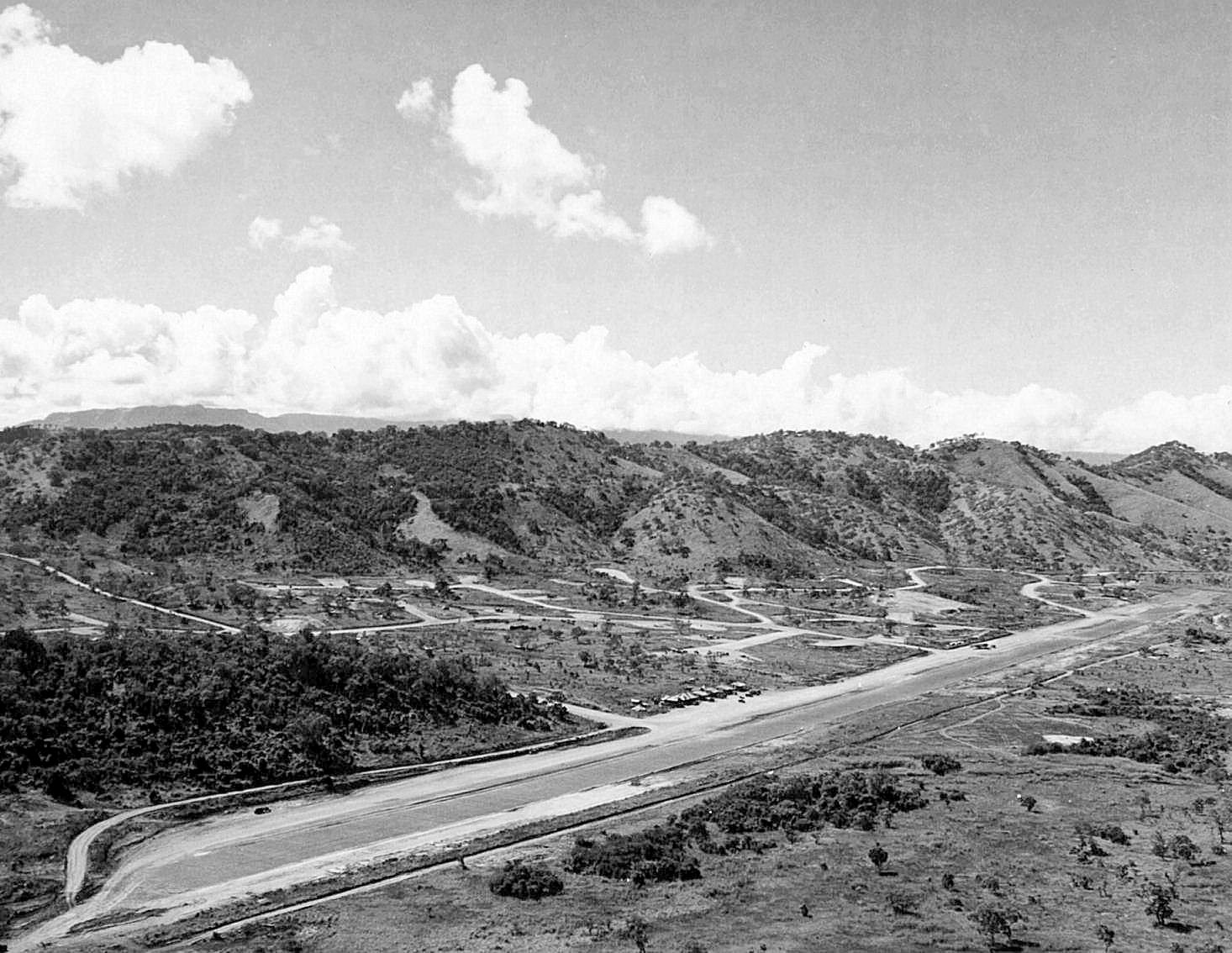
Аэродром Кила, также известный как трёхмильный аэродром

31 марта, всего через две недели после прибытия в Австралию, Макартур направил Кейси и его офицера авиации бригадного генерала Гарольда Х. Джорджа для изучения ситуации в Порт-Морсби. Был разработан план превращения его в базу для поддержки будущих операций. Было признано, что для обеспечения безопасности района требуется работа далеко за пределами его окрестностей. Потребовалось модернизировать аэродром на острове Хорн, а также построить новые аэродромы на полуострове Кейп-Йорк к северу от Таунсвилла вокруг Марибы, Куктауна и Коэна. Это позволило бы кораблям получить истребительное прикрытие при пересечении Торресова пролива. Чтобы защитить восточный фланг Порт-Морсби, штаб решил создать взлётно–посадочную полосу в районе гавани Абау-Маллинс. Впоследствии залив Милн был признан лучшим местом для осуществления этого плана, и 22 июня из Порт-Морсби был отправлен морской гарнизон. Решение о создании другой полосы для защиты западного фланга, в Мерауке на южном побережье голландской Новой Гвинеи, было утверждено 22 июня.
Названия аэродромов в районе Порт-Морсби были взяты из их приблизительных расстояний от столицы острова. Так, в апреле 1942 года действовали только два аэродрома: семимильный аэродром, подготовленный ВВС США с единственной взлётно-посадочной полосой 1524 на 23 метра (5000 на 75 футов), и трёхмильный аэродром (также известный как аэродром Кила), довоенный гражданский аэродром. Начались работы ещё на двух участках: четырнадцатая Миля, известная также как Лалоки, и пятая Миля, первоначально предназначенная для аварийной посадки. Впоследствии были разработаны ещё четыре: двенадцатая миля, четырнадцатая миля, семнадцатая миля и тридцатая миля.
10 ноября аэродромы Порт-Морсби, за исключением Кила, были переименованы в честь погибших офицеров, которые их защищали. Седьмая миля была переименована в честь Джексона, который был сбит над Порт-Морсби 28 апреля; четырнадцатая миля — в честь Чарльза Швиммера, одного из четырёх американских пилотов Р-39, который погиб во время атаки на Лаэ 4 мая; и пятая миля — в честь подполковника Кеннета Уорда, командира 53-го пехотного батальона, участвовавшего в его строительстве и погибшего в боях на трассе Кокода 27 августа. Двенадцатая Миля была переименована в Берри в честь майора Джека У. Берри, командира 39-й истребительной эскадрильи, погибшего во время тренировочной бомбардировки 4 августа, когда его бомба взорвалась прямо под его самолётом, в результате чего он перевернулся и упал в море. Семнадцатая Миля была переименована в Дюран в честь первого лейтенанта Эдварда Д. Дюран, первого американского лётчика-истребителя, сбитого над Новой Гвинеей. После того как 30 апреля он был вынужден отступить недалеко от Саламауа, японцы захватили его в плен и казнили. Тридцатимильный аэродром, также известный как Ророна, был переименован в Роджерс в честь майора Флойда (Бака) Роджерса, командира 8-й бомбардировочной эскадрильи, чей пикирующий бомбардировщик а-24 «Банши» был сбит над Гоной 29 июля.
Инженерными подразделениями в Порт-Морсби в конце апреля были 7-я Полевая рота, 1-я армейская рота, подразделение полевых складов 61-й Полевой Парковой роты, подразделение 1-й роты механического оборудования и 1-е подразделение по обезвреживанию бомб. 14-я Полевая рота прибыла вместе с 14-й пехотной бригадой в мае. Первыми американскими войсками, которые были размещены в Новой Гвинее 28 апреля, были передовые части африкано-американского 96-го инженерного батальона, но батальон был укомплектован только в июне. За ними следовали рота Е 43-го инженерного полка общего обеспечения и подразделение грузовозов 576-й инженерной роты. 808-й Инженерный авиационный батальон прибыл в июле. В сентябре 96-й инженерный батальон был реорганизован в 96-й инженерный полк общего обслуживания. В ответ на предупреждение Кенни Макартуру от 26 октября, 46-му и 91-му инженерным полкам общего обслуживания и остальной части 576-й роты грузовозов было приказано перебраться в Порт-Морсби в ноябре.

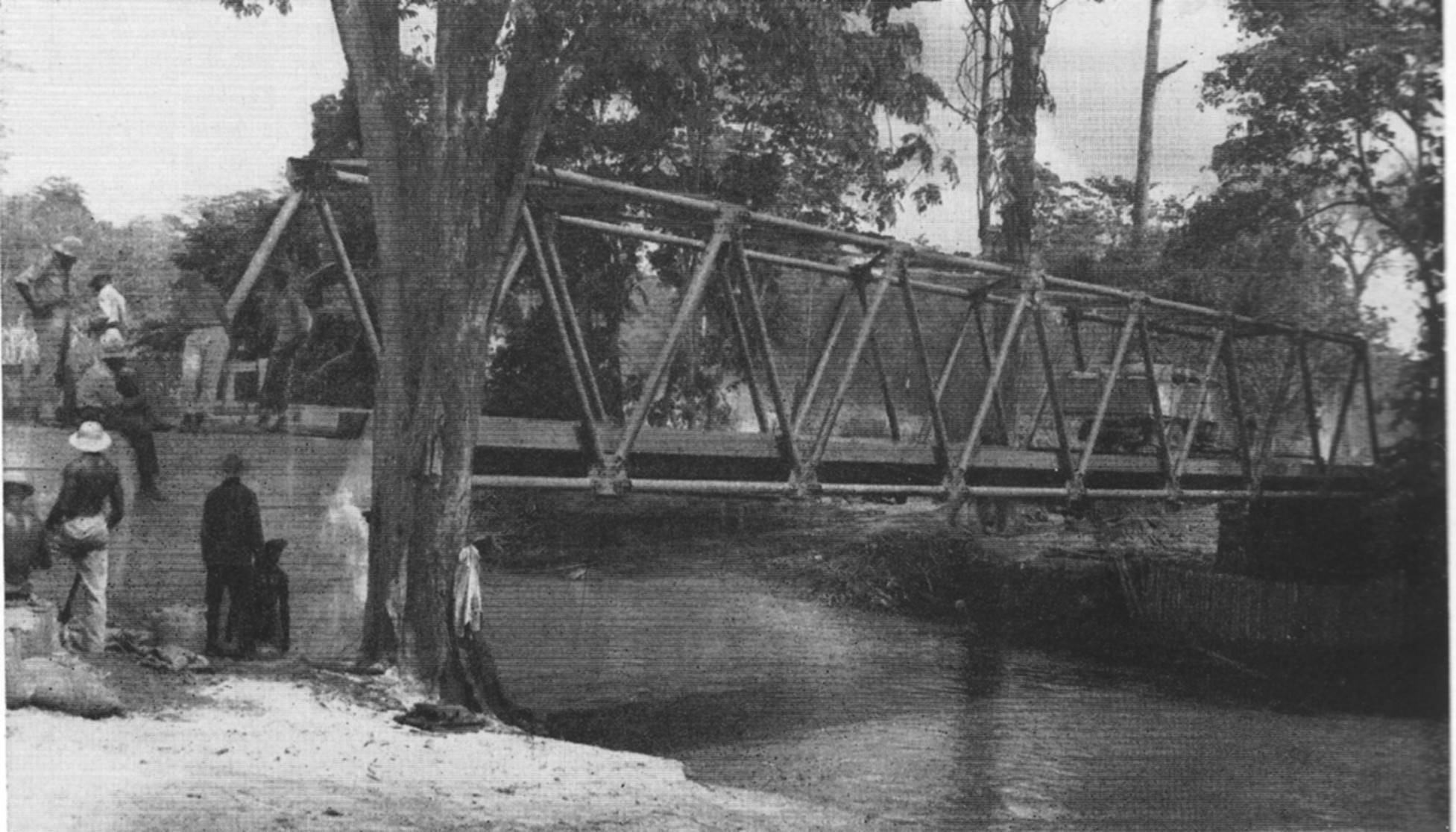
Стальной мост через реку Лалоки — дорога между Порт-Морсби и аэродромом Швиммер

Основной задачей 96-го полка было латание взлётно-посадочных полос аэродрома Джексона после японских бомбардировок, но они также помогали заправлять самолёты и загружать их бомбами, а также разгружать корабли в гавани. Как оказалось, заполнение образовавшихся ям щебнем было недостаточно эффективно. Они быстро наполнялись водой, оседали и превращались в болото. Для надлежащего ремонта требовалось откачивать воду, а ямы заполнять камнем, который нужно было уплотнить и закатать. Помимо воронок, бомбардировщики распыляли осколки, которые могли прокалывать шины, что приводило к авариям при взлёте и посадке. Визуальный поиск фрагментов нужно было проводить после каждого рейда.
Инженеры обнаружили, что им предстоит многое узнать о строительстве аэродромов в Папуа, в частности о важности правильного дренажа. Прибытие 808-го инженерного авиационного батальона позволило провести обширные восстановительные работы на Джексоне. Взлётно-посадочная полоса была заделана битумом, который становился мягким в жару, и припаркованные самолёты под своим весом продавливали покрытие, фактически тонули в нём. Битум удалили для повторной укладки, но за время простоя глина под взлётно-посадочной полосой впитала остатки битума и воды и покрытие стало пружинить. Инженеры были вынуждены установить подземные водостоки и заложить новое 25-сантиметровое (10 дюймов) основание из щебня, которое было запечатано битумом. Хотя воздушные операции были свёрнуты, аэродром оставался в рабочем состоянии.
Расположение аэродрома Кила изначально считалось не слишком удачным, чтобы быть чем-то большим, чем аварийная полоса, потому что высокий гребень в 1800 метрах (2000 ярдов) от одного конца взлётно-посадочной полосы ограничивал возможности воздушных операций. Однако аэродром редко был затянут туманом и зачастую мог функционировать в то время, когда все остальные аэродромы были закрыты. Поэтому было решено увеличить взлётно-посадочную полосу до 1524 на 30 метров (5000 на 100 футов). Первый слой битума был нанесён в ноябре 1942 года, но завершить её формирование помешали сильные дожди, которые пропитали грунтовое покрытие. В результате вся взлётно-посадочная полоса оказалась изрыта колеями и стала опасна для проведения воздушных операций. 96-й инженерный полк общего обеспечения вырыл ров вдоль всей длины взлётно-посадочной полосы, но это толькo повысило градус опасности для авиации. Пришлось засыпать канаву камнем, чтобы создать французскую канализацию.

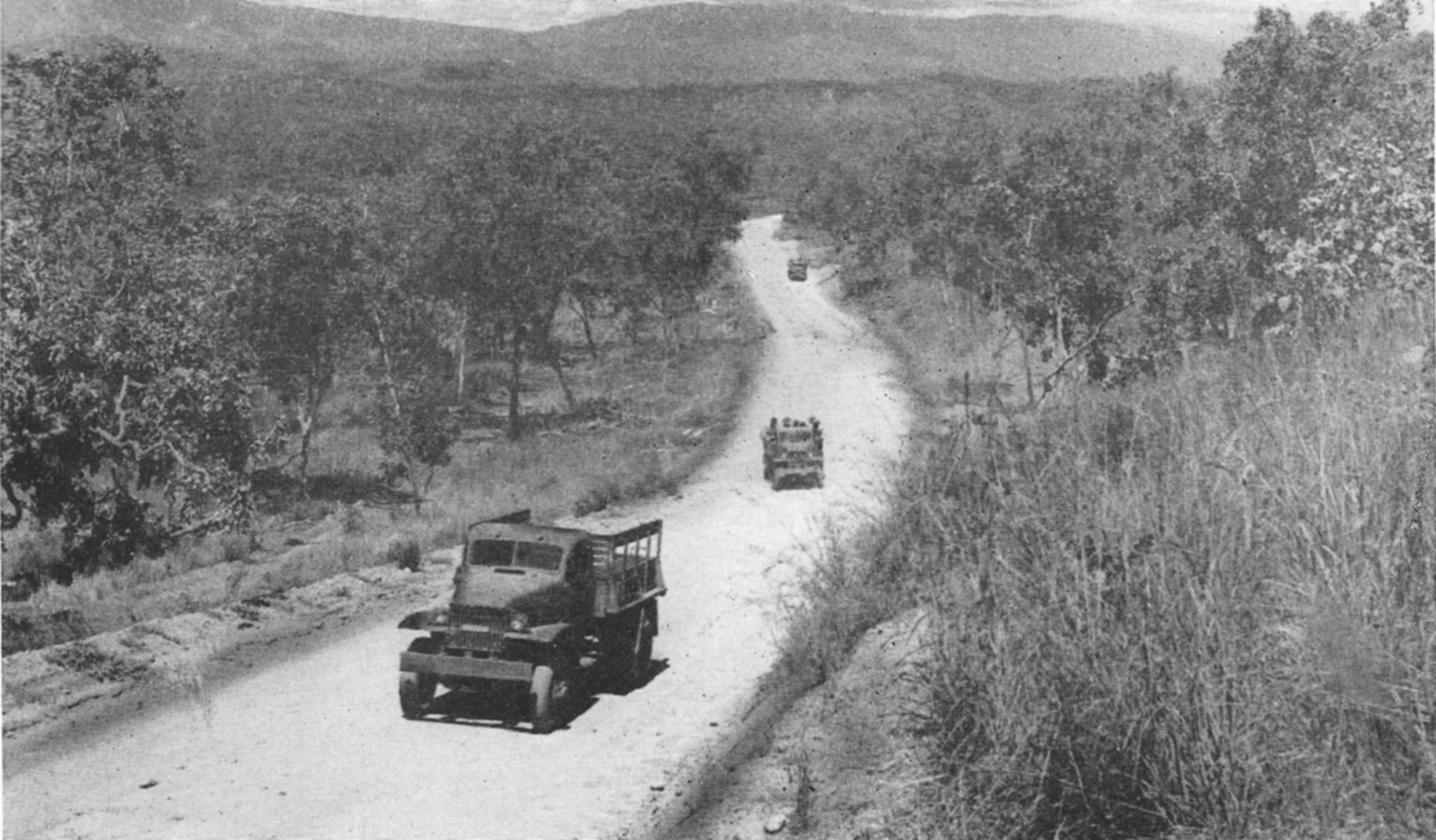
Дорога снабжения из Порт-Морсби в аэродром Джексон

Для создания аэродрома Швиммер бульдозерам пришлось вырезать часть джунглей. Находясь на несколько футов выше нормального уровня реки Лалоки, его площадь была подвержена периодическим наводнениям. Базовый материал, используемый для взлётно-посадочной полосы размером 1402 на 30 метров (4600 на 100 футов), был уложен поверх аллювиального песка и гравия, а поверхность была покрыта перфорированным стальным матирующим материалом. Получившаяся взлётно-посадочная полоса не отвечала требованиям всепогодной эксплуатации, поэтому параллельно первой была построена вторая взлётно-посадочная полоса. На этот раз в качестве основы был использован гравий из реки Лалоки. Он был высушен и спрессован, чтобы обеспечить твёрдое основание. Перфорированное стальное покрытие было снято, чтобы новая взлётно-посадочная полоса размером 1524 на 30 метров (5000 на 100 футов) могла постоянно функционировать, и к ноябрю 1942 года она была готова к использованию. Низкий эстакадный мост через реку Лалоки обеспечивал транспортную доступность. Было понятно, что мост может быть смыт наводнением, поэтому на этот случай было предусмотрено понтонное оборудование. Необходимость оправдалась, ливень 21 октября смёл мост, что привело к неработоспособности третьей мили, седьмой мили и тридцатой мили. Впоследствии мост был заменён высокой стальной конструкцией.
Аэродром Берри располагался на возвышенности к юго-востоку от Швиммера. Кейси и Джордж придали ему первостепенное значение, и 96-й инженерный полк общего обеспечения был брошен для выполнения задачи по его реконструкции. Существующая полоса была расчищена и расширена до размеров 1372 на 30 метров (4500 на 100 футов). Короткая взлётно-посадочная полоса ограничивала полёты истребителей и транспортёров, но ещё большее расширение требовало тщательного удаления земли. В конечном счёте она была покрыта 20-сантиметровым слоем (8 дюймов) щебня и гравия.

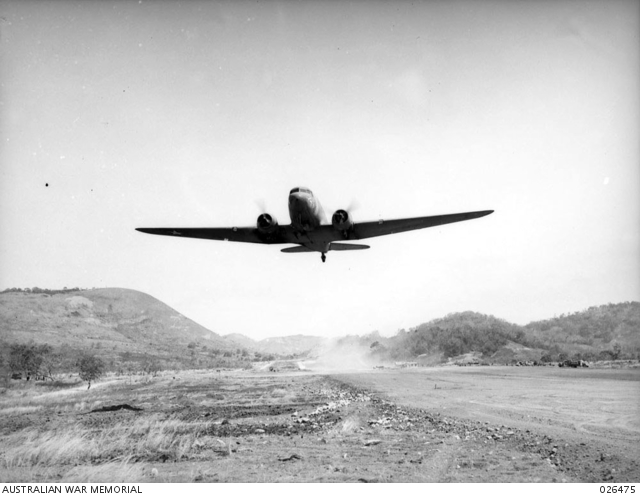
Транспортёр C-53 Dakota из 21-й эскадрильи авианосцев

Чтобы тяжёлые четырёхмоторные бомбардировщики могли выполнять дальние полёты, требовались более длинные всепогодные аэродромы. Кейси выделил для строительства два объекта: аварийную взлётно-посадочную полосу в Уордсе и новый объект на семнадцатой миле. Работа по созданию полос была возложена на эскадрилью № 1 мобильных работ RAAF, которая работала с 17 августа, покрывая их гравием. 11 сентября она получила приказ построить новую взлётно-посадочную полосу размером 1829 на 30 метров (6000 на 100 футов) к западу от старой. Её поверхность была усилена 300-миллиметровым слоем (12 дюймов) уплотнённого гравия для удержания веса тяжёлых бомбардировщиков. Поскольку эскадрилье также предстояло построить водопровод из болота Вайгани, график работ сдвигался. После визита 3 ноября полковника Лейфа Свердрупа из Генштаба и Мэтьюза, в то время возглавлявшего строительство в COSC, были выделены дополнительные ресурсы. Рота Б 2/1-го Пионерного батальона прибыла 13 ноября для оказания помощи в прокладке водопроводных труб. 46-й инженерный полк общего обеспечения помогал с распределением по районам и строительстве ангаров для самолётов. Существовавшая взлётно-посадочная полоса также была модернизирована до всепогодного стандарта. Другим местом, предназначенным для тяжёлых бомбардировщиков, была семнадцатая Миля. 808-й Инженерный авиационный батальон расчистил территорию и проложил взлётно-посадочную полосу размером 1829 на 30 метров (6000 на 100 футов). Она была покрыта 10 сантиметрами (4 дюйма) глинистого сланца и запечатана смолой, чтобы создать поверхность, пригодную для использования в любой сезон. Однако это не принесло ожидаемого эффекта, и пришлось уложить перфорированный стальной материал.Тридцатимильная площадка на Галлей-Рич, в заливе в 48 километрах к северо-западу от Порт-Морсби, была досягаема для водного транспорта, который мог преодолеть расстояние через канал и коралловый риф. Взлётно-посадочная полоса для сухой погоды была построена ротой Е, 43-м инженерным полком общего обеспечения, с помощью большого количества папуасских рабочих, которые загружали речной гравий в грузовики. Аэродром был готов к использованию 20 июля, но для того, чтобы превратить его в авиабазу, потребовалось построить два дока на Галлей-Рич. В сентябре работы были приостановлены из-за тактической ситуации, когда патрули сообщили о приближении  японцев к Ророне. Оборудование воздушной тревоги было снято, и перфорированный стальной материал, предназначенный для тридцатой мили, был перенаправлен для других проектов. К концу ноября взлётно-посадочная полоса была расширена до 1829 на 30 метров (6000 на 100 футов), с секциями 568 на 24 метра (1865 на 80 футов) на каждом конце, увенчанными перфорированным стальным материалом. В 1943 году работы продолжались на всех остальных аэродромах, кроме Роджерса, который был заброшен.

### Инфраструктура

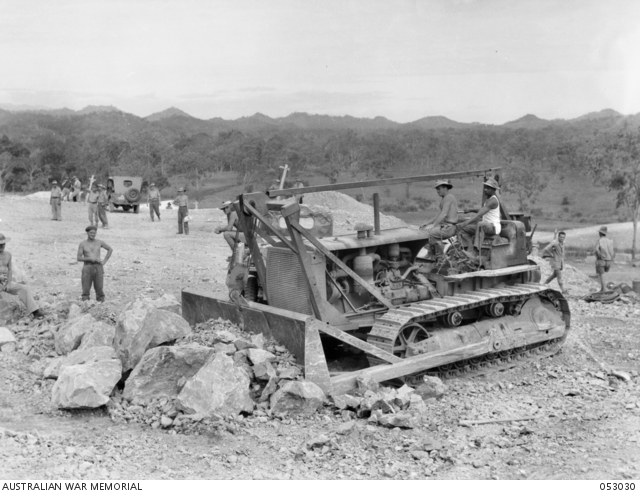
Американские и австралийские инженеры на карьере у Девятой мили в июне 1943 года

1-я армейская рота отвечала за коммунальное обеспечение Порт-Морсби: электростанцию, морозильные камеры, электроустановки, освещение и водоснабжение. К июню 1942 года мощности водоснабжения были близки к максимальным, и насосная станция в Бомане качала воду из реки Лалоки 24 часа в сутки. Главная 25-сантиметровая (10 дюймов) водопроводная магистраль проходила под юго-восточной оконечностью аэродрома Джексон — главной целью японских воздушных налётов, и потому была подвержена повреждениям. По той или иной причине в месяц случалось от 40 до 50 прорывов. К октябрю 1942 года уровень воды в водохранилище падал, что указывало на превышение насосной мощности. Рядом с аэродромом Швиммер была построена новая водозаборная и насосная станция для подачи воды из реки Лалоки на очистную станцию и бетонный резервуар на горе Твин-Пикс. Ответственность за её эксплуатацию взяла на себя 1-я армейская рота войск, после завершения всех работ в марте 1943 года.
Склады были расположены в глубине острова, а не в непосредственной близости от порта, поскольку японцы угрожали высадкой на побережье. Чтобы свести к минимуму ущерб, наносимый главной дороге, было введено ограничение скорости в 32 километра в час (20 миль в час). Но и это не помогло: под интенсивным движением военного и грузового транспорта покрытие трескалось и распадалось. Дорога была шире, чем требовалось для одностороннего движения, имела ряд крутых поворотом и возможности для разворота трёхтонных грузовиков. 10-й передовой склад боеприпасов был создан на 17-й Миле в сборных хижинах, построенных папуасскими рабочими, в то время как 8-й передовой склад боеприпасов обслуживал склады боеприпасов на 12-й и 19-й милях. В самые тяжёлые дни начала 1942 года около 2500 тонн (2500 длинных тонн) боеприпасов было сброшено прямо на месте выгрузки из грузовиков и покрыты брезентом, когда работать мог только один кладовщик. Вскоре уже никто не знал, что скрывается под брезентом. Ситуацию было трудно исправить, поскольку существовала острая нехватка военного персонала из-за низкого приоритета, придаваемого подразделениям обеспечения. Участок на 19-й миле оказался непригодным, и новое депо было разработано в более благоприятном месте — 12-й миле.

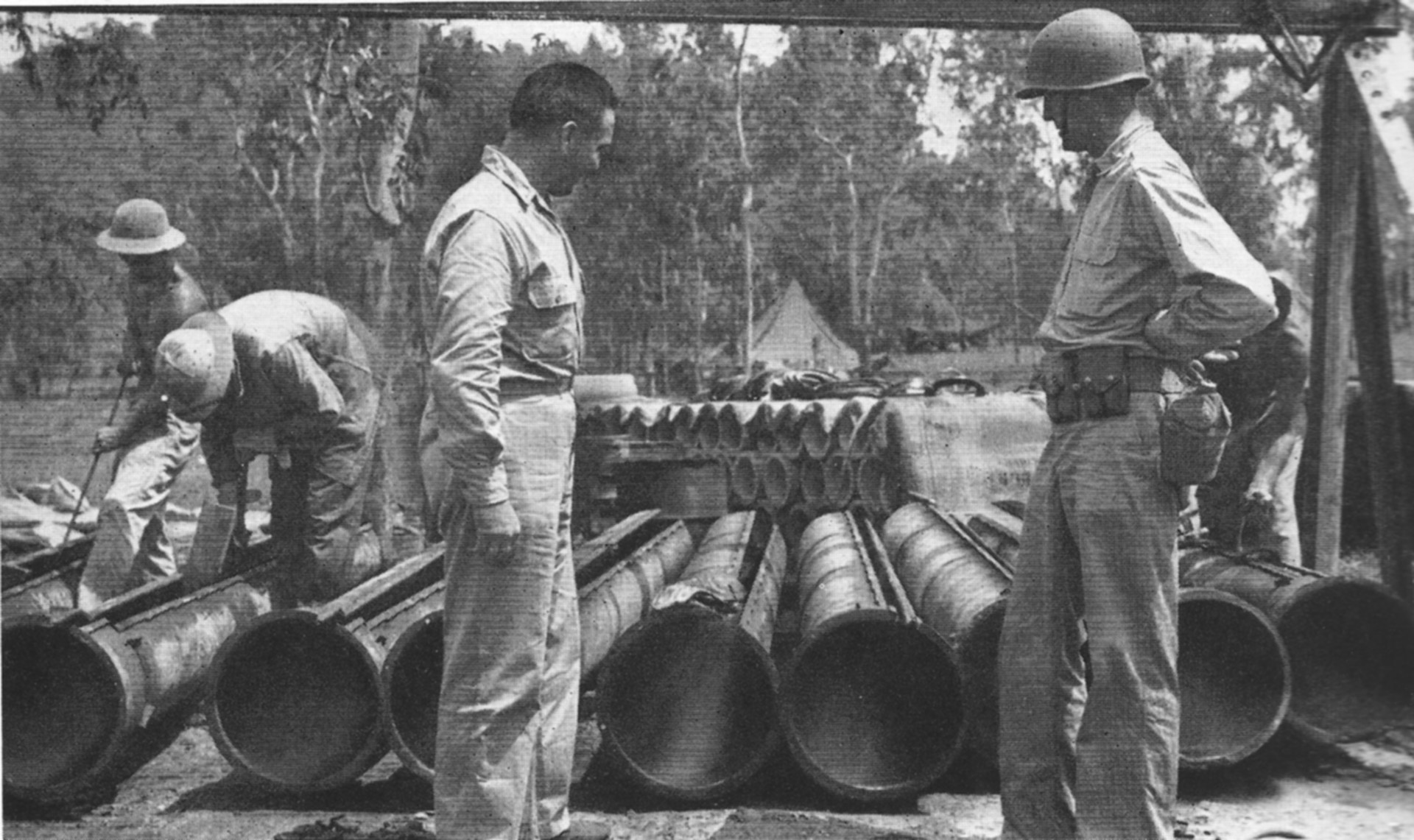
Инженеры армии США готовят бетонные водопропускные трубы, за работой наблюдает бригадный генерал Дуайт Джонс (справа)

Склады и авиабазы зависели от эффективной дорожной сети, поэтому инженеры придавали этой сфере  первостепенное значение. Были приложены значительные усилия для приведения дорог в соответствие со всеми погодными условиями до наступления сезона дождей 1942 года. Были построены и новые дороги. Одной из первых стала объездная дорога, предназначенная для отвода движения от главной дороги, которая огибала юго-восточную оконечность аэродрома Джексон — достаточно опасный участок, подвергавшийся налётам и грозивший возможной высадкой противника. Объездная дорога проходила между аэродромами Джексон и Уордс, а позже была проложена до аэродромов Берри, Швиммер и Дюран. Открытие новой пристани на острове Татана в октябре привело к увеличению интенсивности дорожного движения, поэтому в ноябре была открыта новая дорога Баруне, огибающая аэродромы Джексон и Уордс. Местный красный сланец, содержащий глину и каменные обломки, оказался подходящим материалом: когда его укладывали на подготовленное земляное полотно и поливали дождевой водой, он становился твёрдым, как бетон. Этот материал добывали из карьера у Девятой мили. Древесина оказалась непригодной для водопропускных труб, так как быстро разрушалась под воздействием климата и насекомых. Лучше себя проявили нефтяные бочки, но они ржавели, и к тому же их запас был небольшим, чтобы использовать для прокладки длинных водопроводных магистралей.
В Порт-Морсби не было помещений для массового хранения нефтепродуктов, поэтому их отгружали и распределяли в 44-галлонных бочках, как их называли в SWPA, где распределение продовольствия и топлива осуществлялось через Австралийскую армию, которая в системе мер использовала имперский галлон. В конце 1942 года возник дефицит 44-галлонных бочек. Около 150 000 бочек были отправлены на север, но вернулись только 10 000. Были заказаны новые партии у компании Rheem в Австралии, а также распространился призыв к гражданскому населению как можно скорее использовать содержимое 44-галлонных бочек и вернуть их для нужд фронта. Непригодные к эксплуатации бочки либо ремонтировались компаниями Bulk Issues Petrol и Oil Depot (BIPOD), либо передавались на утилизацию. Хорошо организованная работа по сбору была проведена и в районе базы Порт-Морсби, в результате чего в ноябре в Австралию было возвращено более 20 000 пустых бочек. Решающее значение для развития дорог и аэродромов имела выработка на карьере у Девятой мили. Первоначально им управляла рота войск 1-й армии, которая установила подвесное электрическое освещение, чтобы работы велись в карьере круглосуточно с 30 апреля 1942 года. Рота А и 96-й инженерный батальон взяли на себя управление карьером в июне. В свою очередь, в ноябре их сменила рота 2/1-го Пионерного батальона. Работа шла в три восьмичасовые смены в день, семь дней в неделю. Забой карьера был пробурён сверху и сброшен взрывом. Камни разбивали молотками на куски, которые можно было вручную грузить на грузовики. Также в наличии были две камнедробилки: старая модель и современная передвижная дизельная дробилка, предоставленная армией США.